# Жаріштя
Жаріштя (рум. Jariștea) — село у повіті Вранча в Румунії. Адміністративний центр комуни Жаріштя.
Село розташоване на відстані 168 км на північний схід від Бухареста, 14 км на північний захід від Фокшан, 85 км на північний захід від Галаца, 113 км на схід від Брашова.

## Населення
За даними перепису населення 2002 року у селі проживали 2762 особи, з них 2761 особа (> 99,9%) румунів. Усі жителі села рідною мовою назвали румунську.